# Ryūō no Oshigoto!
Ryūō no Oshigoto! (Japonés: りゅうおうのおしごと!, Hepburn: Ryūō no Oshigoto!. Literalmente "El Trabajo de Rey Dragón") es una novela ligera serial japonesa escrita por Shirow Shiratori e ilustrado por Shirabi. SB Creative ha publicado veinte volúmenes desde 2015 bajo su editorial GA Bunko. Una adaptación a manga ilustrada por Kogetaokoge ha sido serializada en la revista de manga seinen Young Gangan de Square Enix desde 2015, y ha sido recopilado en diez volúmenes tankōbon. El 8 de enero de 2018 se estrenó una adaptación a anime por Project No.9.

## Argumento
Yaichi Kuzuryū es un prodigio del shogi quién a la temprana edad de 16 años ganó el título de Ryūō (Rey Dragón). Luego de su victoria ha caído en un desánimo, hasta que se le acerca Ai Hinatsuru, una chica de 9 años, la cual le suplica para hacerla su discípula. Asombrado por el potencial de Ai, Yaichi acepta ser su maestro, y entonces los dos afrontan juntos el mundo del shogi con sus amigos y rivales.

## Personajes
Yaichi Kuzuryū (九頭竜 八一 Kuzuryū Yaichi?)
Seiyū: Yuuma Uchida 
El protagonista principal de la serie. Yaichi es un chico de 16 años quién ganó el título de Ryūō, siendo el más joven en la historia en haber logrado dicho título. Inicialmente él fue presionado y criticado por su estilo de juego engañoso, usando la técnica de apertura a dos flancos. Sin embargo, se apasiona cuando encuentra rivales fuertes, colocándose anteojos al jugar en serio. Durante la partida que lo convirtió en Ryūō, concio a Ai Hinatsuru, quien le prometió cumplirle cualquier petición por animarlo. Inicialmente se sorprendió ante la idea de que Hinatsuru sea su discípula, pero tras jugar con ella, se apasionó al ver su excelente juego y su progreso en tan poco tiempo, aceptándola, e incluso, aceptar también a Ai Yashajin en un principio para estimular el progreso de Hinatsuru. Es un gran analítico de los partidos, leyendo instantáneamente las técnicas que ve. En un principio estaba enamorado de Keika, pero se da cuenta de que realmente ama a Ginko y en el volumen 11 los dos se vuelven amantes.
NOTA: Véase el juego de palabras con el nombre del personaje principal escrito con los caracteres de "Ocho" (八) y "uno" (一), en referencia a las 81 casillas de un tablero de shogi. Y que en su apellido, tiene además el carácter de "Dragón" (竜). El Título que ostenta. "Ryuuou" (竜王) que a su vez es el nombre de una pieza del juego: "Torre promocionada" Ryūō.
Ai Hinatsuru (雛鶴 あい Hinatsuru Ai?)
Seiyū: Rina Hidaka
La primera discípulo de Yaichi, una niña de nueve años de tercer grado. Es una chica alegre con un talento extremo para el Shogi, así como la hija de los dueños de un mesón grande y popular cuál ha sido el sitio para partidos importantes. Ella conoce a Yaichi durante el partido final de Ryuo, donde él aparentemente le ha prometido conceder cualquier deseo si gana. Ella escapa de casa para convertirse en discípulo de Yaichi. Inicialmente aceptada como discípula temporal en las vacaciones de primavera, sus padres intentaron traerla devuelta a su casa debido a las preocupaciones sobre la estabilidad de vida como una mujer profesional del shogi. Ella falló sus condiciones para continuar siendo su discípula, pero Yaichi estaba lo suficientemente impresionado por su rendimiento que fue personalmente a pedir para tomarla como discípula, incluso aceptando la condición que, si falla en reclamar un título antes de terminar la secundaria él se casaría y heredaría el mesón. Es excepcionalmente celosa y posesiva con Yaichi y ocasionalmente demuestra una personalidad Yandere. En shogi, su énfasis de estilo de juego es tardío y es principalmente "ofensivo", centrada en encontrar maneras de presionar en el ataque, aunque casi siempre abre a dos flancos, sabe más estrategias pero esta es su preferida por ser la misma que usa Yaichi.
Ai Yashajin (夜叉神 天衣 Yashajin Ai?)
Seiyū: Ayane Sakura
La segunda discípula de Yaichi, también de nueve años y de tercer grado. Ella ha estado viviendo con su abuelo rico desde la muerte de sus padres. Su padre era un jugador amateur de shogi conoció a un Yaichi más joven hace años mientras tenía un partido de exposición contra el Meijin. Después de que Yaichi encontró un camino que le habría dado un jaque mate, el padre de Ai sugirió que Yaichi algún día tomara a su hija como discípulo, al cual éste estuvo de acuerdo. Ella se sintió frustrada al ver que no recordaba a su padre, quién nunca paró de admirarle, pero finalmente aceptó su petición para hacerla su discípulo. Es muy orgullosa y propensa a mostrar rasgos Tsundere, aunque también se muestra algo celosa si Yaichi se acerca a otra chica, en especial Hinatsuru. Su estilo de shogi muestra un entendimiento profundo del juego temprano y un juego defensivo fuerte, tomando y permitiendo ataques sólo para utilizarlos como trampa para superar y vencer a sus adversarios. Su manera y estilo complementa al de Hinatsuru, y esa es parte de la razón porque Yaichi la aceptó como discípulo, pues sentía que sería una gran rival para ella.
Ginko Sora (空 銀子 Sora Ginko?)
Seiyū: Hisako Kanemoto
Amiga de la niñez de Yaichi y compañera como discípulo. Ella tiene 14 años y es considerada la chica más talentosa del shogi en el mundo, una de los pocos con suficiente talento para introducirse en la liga principal de shogi como una profesional, más que una profesional en la liga de las mujeres. Ella se volvió una discípula antes que Yaichi a pesar de ser dos años más joven que él. Ella nunca entró a la Asociación femenina y continúa persiguiendo la Asociación Principal de Shogi. Aunque aún no es una profesional, todavía sostiene el título de Reina. Es muy posesiva con Yaichi, a tal punto de ponerse grosera con él y lo golpea cada vez que lo ve con las Ai u otra chica en situaciones comprometedoras, o cuando el elogia cosas de otras chicas. En ocasiones sufre de depresión que la lleva a querer suicidarse cuando Yaichi ignora sus sentimientos o no logra ingresar a la liga profesional de shogi. En el volumen 11 Yaichi se le confiesa y se convierten en novios.
Keika Kiyotaki (清滝 桂香 Kiyotaki Keika?)
Seiyū: Ai Kayano
Una discípula previa de Yaichi y Ginko e hija biológica de su maestro. Ella ingresó en la Asociación de Entrenamiento para intentar convertirse en una mujer profesional a la edad de 10 años. A Yaichi le gusta Keika, pero ella ignora sus avances ya que lo ve como un hermano pequeño. A sus veinticinco, está acercándose a la edad máxima permitida para convertirse en una profesional, es un hecho que es frecuentemente demostrado por causar una gran presión para ella. Se nota que es bastante hábil cuando se relaja, pero todavía tiene una tendencia de jugar con los patrones estándares básicos y se congela cuando sus adversarios se salen de los patrones comunes.
Mio Mizukoshi (水越 澪 Mizukoshi Mio?)
Seiyū: Yurika Kubo
Compañera del curso de entrenamiento de las Ai, es dulce y bondadosa, y una gran admiradora de Yaichi. Su estilo de shogi es algo desorganizado pero ofensivo
Ayano Sadatō (貞任 綾乃 Sadatō Ayano?)
Seiyū: Chinami Hashimoto
También compañera de las Ai en el curso de entrenamiento, es calculadora y analítica, siendo una fuente de información para sus amigas. Su estilo es defensivo y rígido, por eso Yaichi la insta a que se relaje.
Charlotte Izoard (シャルロット・イゾアール Sharurotto Izoāru?)
Seiyū: Yui Ogura
Una amiga de Hinatsuru Ai del grupo de entrenamiento, quién solo tiene seis años. Una niña de primer grado que estudia en una escuela francesa en Kioto, habla con un tono infantil y un mal pronunciado japonés. Yaichi se encuentra frecuentemente abrumado por su ternura, para desprecio de Ai. Estudia bajo el mismo maestro que Ayano. No queriendo hacerle daño a los sentimientos de Charlotte cuándo esta le pide ser su maestro, Yaichi ofreció hacerla su "esposa" a cambio. Mientras esto fue exitoso para evitar su rechazo como discípulo, la mención de esta "propuesta" ha causado algunos problemas para él.
Takashi Hinatsuru (雛鶴 隆 Hinatsuru Takashi?)
Seiyū: Ichiro Mizuki
Padre de Ai y esposo de Akina. Habiéndose casado dentro de la familia de su esposa, es incapaz de contradecirle.
Akina Hinatsuru (雛鶴 亜希奈 Hinatsuru Akina?)
Seiyū: Mitsuko Horie
Madre de Ai, esposa de Takashi y propietaria de un prestigioso restaurante. Ella intenta impedir el sueño de Ai de perseguir el shogi, usando como excusa su preocupación sobre la estabilidad de tal vida. Cuándo su hija falló en satisfacer sus requisitos, ella intentó traerla de vuelta a casa, pero cedió y aceptó la petición personal de Yaichi para tomar a su hija como discípulo bajo la condición que, si ella falla en conseguir al menos un título antes de que se gradué de secundaria, Yaichi se casaría con su hija y heredaría el negocio.

## Medios

### Novelas ligeras
La novela ligera serial está siendo escrita por Shirow Shiratori y siendo ilustrado por Shirabi. SB Creative ha publicado veinte volúmenes desde 2015 bajo su editorial GA Bunko. Con el Volumen 20 anunciado para el día 12 de julio de 2025.

### Manga
Una adaptación a manga con arte por Kogetaokoge fue serializada en la revista de manga seinen Young Gangan de Square Enix desde 2015, siendo recopilada en un total de diez volúmenes tankōbon.

### Anime
Una adaptación a anime por Project No.9 fue anunciado en julio del 2017. La serie ha sido dirigida por Shinsuke Yanagi con guiones escritos por Fumihiko Shimo y diseños de personajes por Akane Yano. Kenji Kawai compuso la música en Nippon Columbia, y la producción de Dreamshift. La serie consta de 12 episodios, y fue estrenada el 8 de enero de 2018.
Machico interpreta la canción de apertura "Kore Kara" (コレカラ From Now On?)", mientras Miku Itō interpreta la canción  de cierre "Mamoritai-mono no Tame ni" (守りたいもののために For What I Want to Protect?)"

### Lista de episodios
| #  | Título                                                         | Estreno               |
| -- | -------------------------------------------------------------- | --------------------- |
| 1  | «Oshikake deshi» «Oshikake deshi» (押しかけ弟子)               | 8 de enero de 2018    |
| 2  | «Deshi no iru nichijō» «Deshi no iru nichijō» (弟子のいる日常) | 15 de enero de 2018   |
| 3  | «Kenshū-kai shiken» «Kenshū-kai shiken» (研修会試験)           | 22 de enero de 2018   |
| 4  | «Mōhitori no ai» «Mōhitori no ai» (もう一人のあい)             | 29 de enero de 2018   |
| 5  | «Ten'imuhō» «Ten'imuhō» (天衣無縫)                             | 5 de febrero de 2018  |
| 6  | «Ōruraundā» «Ōruraundā» (オールラウンダー)                     | 12 de febrero de 2018 |
| 7  | «Jū sai no watashi e» «Jū sai no watashi e» (十才のわたしへ)   | 19 de febrero de 2018 |
| 8  | «Hajimete no taikai» «Hajimete no taikai» (はじめての大会)     | 26 de febrero de 2018 |
| 9  | «Hachigatsu tsuitachi» «Hachigatsu tsuitachi» (八月一日)       | 5 de marzo de 2018    |
| 10 | «Supiningu Doragon» «Supiningu Doragon» (スピニングドラゴン))  | 12 de marzo de 2018   |
| 11 | «Kotobuki» «Kotobuki» (寿)                                     | 19 de marzo de 2018   |
| 12 | «Saigo no Shinpan» «Saigo no Shinpan» (最後の審判)             | 26 de marzo de 2018   |

## Recepción
La novela ligera obtuvo el primer puesto en 2017, en ranking anual que la editorial Takarajimasha hace de las novelas ligeras editadas durante ese año en su guía;Kono Light Novel ga Sugoi!, en la categoría bunkobon. repitiendo también el primer puesto en 2018. alcanzando también el segundo puesto los siguientes 2019 y 2020
También en agosto de 2020 las ventas de la novela superaron los dos millones de ejemplares vendidos.
En marzo de 2019, Kei Mizutome (水留啓, Mizutome Kei) mencionó en su columna de la página web de la "Asociación Japonesa de Shōgi" esta serie como una de las cuatro novelas "esenciales" que leer para introducir el Shogi a una amplia audiencia. Comentando que tenía un buen trabajo de investigación, y que los aficionados familiarizados con el mundo del shogi pueden ser capaces de averiguar en que jugadores profesionales están inspirados los personajes del "Meijin" y "Maestro".